# Surrey, North Dakota
Surrey är en ort i Ward County i delstaten North Dakota, USA.